# Гарвуд-Гайтс (Іллінойс)
Гарвуд-Гайтс (англ. Harwood Heights) — селище (англ. village) в США, в окрузі Кук штату Іллінойс. Населення — 9065 осіб (2020).

## Географія
Гарвуд-Гайтс розташований за координатами 41°57′59″ пн. ш. 87°48′20″ зх. д. / 41.96639° пн. ш. 87.80556° зх. д. (41.966318, -87.805590).  За даними Бюро перепису населення США в 2010 році селище мало площу 2,14 км², уся площа — суходіл.

## Демографія
Згідно з переписом 2010 року, у селищі мешкало 8612 осіб у 3489 домогосподарствах у складі 2271 родини. Густота населення становила 4031 особа/км².  Було 3731 помешкання (1747/км²).
Расовий склад населення:
| - 85,1 % — білих - 7,2 % — азіатів - 0,7 % — чорних або афроамериканців - 0,3 % — корінних американців - 4,4 % — осіб інших рас |

До двох чи більше рас належало 2,3 %. Частка іспаномовних становила 12,4 % від усіх жителів.
За віковим діапазоном населення розподілялося таким чином: 17,7 % — особи молодші 18 років, 65,5 % — особи у віці 18—64 років, 16,8 % — особи у віці 65 років та старші. Медіана віку мешканця становила 42,2 року. На 100 осіб жіночої статі у селищі припадало 91,0 чоловіків;  на 100 жінок у віці від 18 років та старших — 88,3 чоловіків також старших 18 років.
Середній дохід на одне домашнє господарство  становив 59 826 доларів США (медіана — 48 174), а середній дохід на одну сім'ю — 74 131 долар (медіана — 62 185). Медіана доходів становила 46 250 доларів для чоловіків та 40 823 долари для жінок. За межею бідності перебувало 9,8 % осіб, у тому числі 9,5 % дітей у віці до 18 років та 11,5 % осіб у віці 65 років та старших.
Цивільне працевлаштоване населення становило 4311 осіб. Основні галузі зайнятості: освіта, охорона здоров'я та соціальна допомога — 19,1 %, науковці, спеціалісти, менеджери — 13,7 %, роздрібна торгівля — 11,5 %, виробництво — 11,2 %.